# ニック・スズキ
ニック・スズキ（英語: Nick Suzuki, 本名：ニコラス・スズキ（Nicholas Suzuki、1999年8月10日 - ）は、 カナダ連邦オンタリオ州ロンドン出身のプロアイスホッケー選手。ポジションはセンターそしてチームキャプテン。ナショナルホッケーリーグ (NHL) のモントリオール・カナディアンズでプレーしている。 

## 経歴

### プロ入り前
2015年のOHL（オンタリオ・ホッケーリーグ）プライオリティ・ドラフト1巡目(全体14位)でオーウェン・サウンド・アタックから指名された。
2016年は第26回イバン・フリンカ・メモリアル・トーナメントのカナダ代表に選出された。
2016-17年のOHLシーズンでは、得点ランキング2位（45得点）、ポイントランキング5位（96ポイント）という成績を残し、OHLのオールスター・セカンドチームに選ばれ、ウィリアム・ハンリー賞を獲得した。

### プロ入りとゴールデンナイツ時代
2017年6月23日に行われたNHLドラフト1巡目(全体13位)でベガス・ゴールデンナイツから指名を受けた。7月16日に3年間のエントリーレベル契約にサインした。

### カナディアンズ時代
2018-19シーズンの開幕前にモントリオール・カナディアンズにトレードで移籍する。カナディアンズはキャプテンのマックス・パチョレッティを放出し、ゴールデンナイツからフォワードのトマーシュ・タタールとニック・スズキ、および2019年度のドラフト2巡目の権利を獲得した。
12月から1月にかけて第43回世界ジュニアアイスホッケー選手権のカナダ代表に選出された。
2019年10月3日のカロライナ・ハリケーンズ戦でNHLデビューを果たした。10月9日のバッファロー・セイバーズ戦で初アシスト、NHLでの初めてのポイントを記録。同年10月17日に初得点を記録した。
2021年11月に北京オリンピックの男子アイスホッケー代表候補に選出されたが、NHLがオリンピックへの不参加を表明したため、選出には至らなかった。
2022年2月3日に自身初となるNHLオールスターゲームに選出された。
2022年9月12日に23歳で第31代目のカナディアンズのキャプテンに指名された。カナディアンズでは初のアジア系キャプテン、NHLではポール・カリヤ以来。

## 人物
カロライナ・ハリケーンズにドラフト指名されたライアン・スズキは実弟で、祖父は生物学者・環境保護主義者のデヴィッド・スズキのいとこにあたる。ニックは日系五世のクォーター。

## 詳細情報

### 記録
- NHLオールスターゲーム選出：3回（2022年（英語版）、2023年、2024年）